# Silene stenophylla
Silene stenophylla је биљка из рода Silene. Расте у тундри у Сибиру.

## Опис
је вишегодишња, зимзелена цветница. Биљка достиже величину од 5 до 25 центиметара. Стабљика се грана на 2 дела. Цветови су појединачни бледо розе до розе боје, а биљка цвета од априла до јула. Чашица цвета је релативно велика. Цвет има 5 круничних листића (латица) који су на врховима урезани. У цвету се налази 10 прашника од којих је половина у бази круничних листића, док половина није повезана са њима. Прашници штрче из цвета, а прашнички конац је дугачак око 2,4 cm. На прашничком концу се налази прашница која је дугачка 3 mm. Тучак је дугачак 6 mm, а широк 2 mm.

## Регенерација
Тим руских научника је објавио рад у којем је регенерисао ову биљку из фосилних остатака који потичу још из Плеистоцена. Биљка је регенерисана из фосилних остатака плода ове биљке који је пронађен у леду на десној обали реке Колиме у североисточном Сибиру. Фосили врсте Silene stenophylla су нађени у јазбинама веверица, које се налазе 38 метара испод тренутне површине леда. Фосилни остаци који су послужили за оживљавање су стари између 30.000 и 32.000 година и били су потпуно залеђени у јазбинама тако да је плод био потпуно изолован од спољашњих утицаја. Ово је најстарија биљка која је икада регенерисана
Након регенерације научници су утврдили да постоји значајна разлика између садашње врсте и врсте од пре 30.000 година, посебно у облику латица и цвета између различитих полова.